# Protoblastenia
Protoblastenia is een geslacht van korstmossen dat behoort tot de familie Psoraceae. De typesoort is Protoblastenia rupestris. 

## Soorten
Volgens Index Fungorum bevat het geslacht acht soorten (peildatum maart 2023):
| Soortnaam                                      | Auteur(s)               | Publicatiejaar |
| ---------------------------------------------- | ----------------------- | -------------- |
| Protoblastenia calva                           | (Dicks.) Zahlbr.        | 1930           |
| Protoblastenia calvella                        | Kainz & Rambold         | 2004           |
| Protoblastenia cyclospora                      | (Hepp ex Körb.) Poelt   | 1975           |
| Protoblastenia incrustans                      | (DC.) J. Steiner        | 1915           |
| Protoblastenia laeta                           | (Poelt) Kainz & Rambold | 2004           |
| Protoblastenia lilacina                        | Poelt & Vězda           | 1970           |
| Protoblastenia rupestris (Rode kalksteenkorst) | (Scop.) J. Steiner      | 1911           |
| Protoblastenia siebenhaariana                  | (Körb.) J. Steiner      | 1911           |